# 王永在
王永在（1921年1月24日—2014年11月27日）是臺灣企業家，日治時期臺北州文山郡新店街直潭庄人，與兄長王永慶共同為台塑集團創辦人。長期擔任台塑集團副董事長，集團員工和外界都稱他為「總座」，為六輕得以建成的重要人物。

## 生平

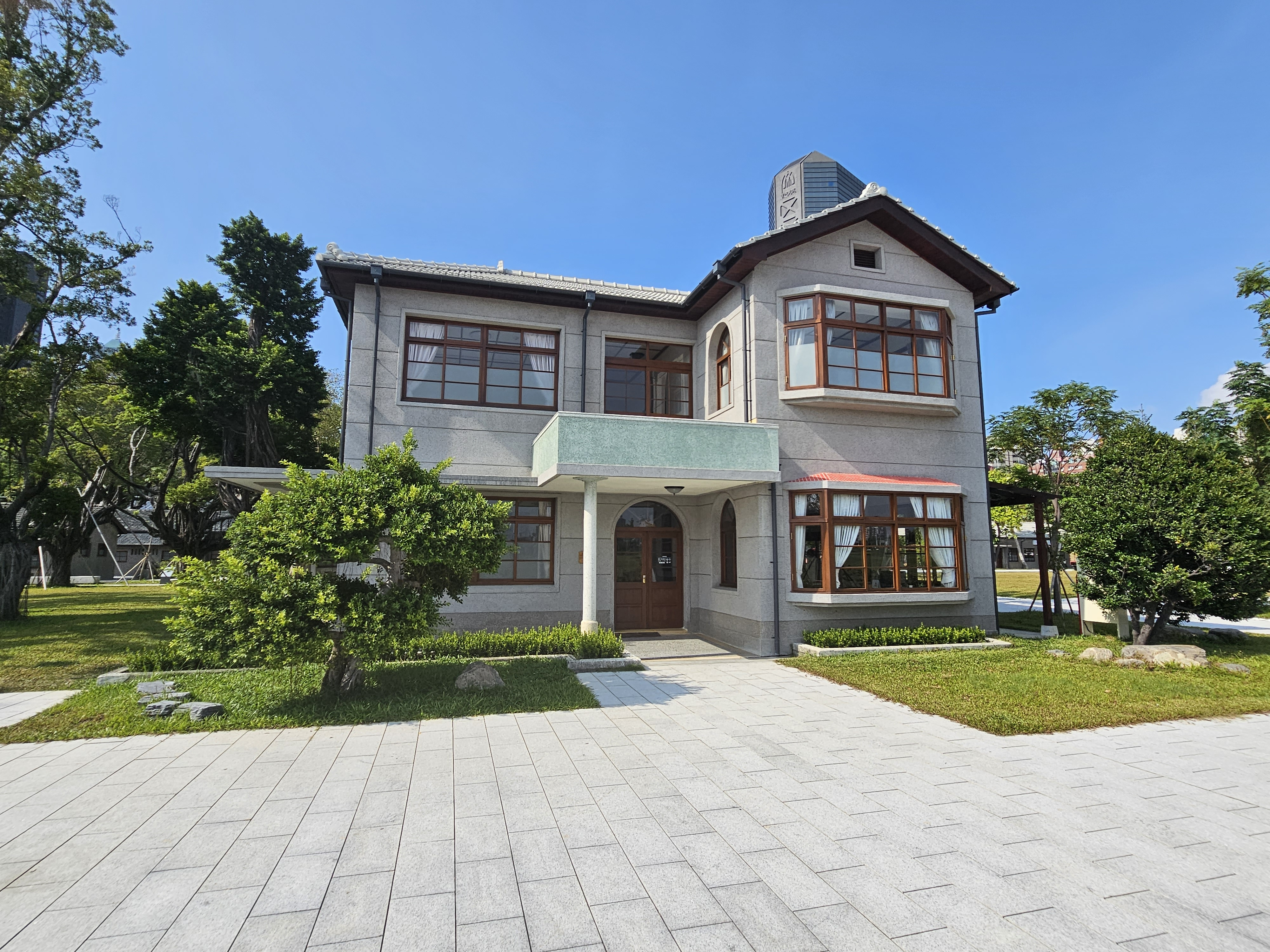
王永在於台塑高雄廠（現台塑王氏昆仲公園）內的住處。

王永在的大哥王永慶，二哥王永成。出身貧苦的茶農之家，就讀崇文小學，成淵初中。唸小學時就與其二哥王永成前往王永慶在嘉義開設的米店幫忙，三兄弟一起打拼賺錢養家，初中畢業後不再升學，1944年，其二哥王永成因肺結核病逝，得年25歲左右；王永在成為長兄王永慶在事業上最重要的助手，米店也繼續不斷擴充規模，發展到小規模碾米廠。後來日本發動侵華戰爭，至1940年前後戰況已經非常激烈，一切物資優先供應戰爭使用，所以採取限制糧食自由買賣的措施。當時嘉義市本來有十二家碾米廠，後來關閉了其中的十家，只剩下二家綜合經營，稱為「共精共販」，不幸王永慶的碾米廠也在關閉之列，因而結束經營。
當時王永在年紀不到20歲，單獨前往新竹縣山崎（現：新豐），承包軍事碉堡的建築工作，學習到營造工程施作的流程和技術要領、統籌分派工作。1949年二戰結束後，轉而到宜蘭羅東做製木生意，展開自己的創業生涯。
大哥王永慶1954年在高雄成立福懋塑膠公司(後更名：台灣塑膠公司 （页面存档备份，存于）），當時工廠每日產量僅4噸PVC粉，由於對塑膠行業完全外行，草創初期面臨產量少、成本高，品質不佳，致使大量滯銷，股東紛紛退出，因此在1958年召喚胞弟王永在幫忙，王永在也毅然決定結束他在羅東蓬勃的木材事業，將所有資金投入台塑公司，並舉家搬往高雄，圓滿兄弟共同創業的理想，共同締造了今天傲人的台塑企業規模。
1991年台塑第六套輕油裂解廠（六輕）宣佈落腳在雲林縣麥寮鄉，當時王永慶滯留在美國，全權交由王永在主持，開啟這項艱鉅的「填海成金」工程計劃。當年王永在每星期南下麥寮，抽砂填海，與海爭地，親自督導五千億元台幣的大工程，在不屈不撓的意志下，終於克服建廠過程的種種困難與逆境，將一片滄海化為世界最具規模、最有效率的煉化一體石化園區，也將台塑企業推向另一成長高峰，王永在被譽為「六輕總工程師」。因為有六輕的加持，台塑集團營收規模快速成長，突破新台幣二兆元，而集團在臺灣的營業額中，六輕廠區的貢獻就佔七成以上。
王永在個性有別哥哥王永慶的剛強直言，王永在跑業務出身，個性圓融，和個性強勢的哥哥個性互補。多半時間他默默做事，稱職扮演「綠葉」角色，從不居功，也不出風頭，對王永在而言，王永慶是永遠的長兄，因此他一輩子尊重、效力兄長，為永遠有遠大計畫的兄長築夢、開疆闢土，也總以哥哥馬首是瞻，一生奉行「老二哲學」，兩兄弟攜手共同打造台塑傳奇。

## 慈善事業
1995年8月，王永慶、王永在兄弟，依母親王詹樣口述遺囑成立「王詹樣慈善基金會 （页面存档备份，存于）」，推動多項台灣首開先例之計畫，如「早療專業服務成效提升計畫」、「老人肺炎鏈球菌疫苗捐贈計畫」與「愛滋收容人彩虹計畫」、「雲林縣國中小營養午餐食材經費」，以及雲林縣「長青食堂設備經費」、「0-2歲祖孫托育」、「國一女生接種9價HPV疫苗」等三項社福計畫等。2007年、2011年、2014年接受評鑑均為優等；2009年獲衛生署評選榮獲當年度防疫績優獎，同年亦獲第八屆「國家公益獎」非營利團體組獎項。王詹樣基金會長期推動早療專業服務成效提升計畫成效良好，於2014年獲遠見雜誌企業社會責任獎公益推動組「楷模獎」、2015年「中華民國發展遲緩兒童早期療育協會」為感謝台塑企業王瑞華副總裁對早療領域貢獻卓越，獲選第一屆「早期療育特別貢獻獎」得主。2015年王詹樣基金會也因長期投入各項社會公益，獲「國家金璽獎團體組社會公益類」獎項。
2006年3月，王永在為紀念及追思母親王詹樣，並延續母親一生回饋社會之美意，成立「王詹樣公益信託 （页面存档备份，存于）」，推動各項公益活動，如「毒品犯收容人向陽計畫」、「收容人家庭援助與關懷方案」、「兒少機構獎助學金」、「社福機構照明環境改善計畫」、「受暴家庭經濟協助計畫」、「愛心營養早餐補助」等，為社會上需要幫助的人奉獻一己之力。同時，為培育台灣優秀有潛力的年輕體育選手，推動「燃星計畫」及「未來之星計畫」；也為滋養本土劇團，使傳統藝術得以向下紮根，讓民眾可以就近觀賞高品質的表演，推動「臺灣特色文化發展計畫」。王詹樣公益信託自2011起已連續十年獲頒體育推手獎贊助類「金質獎」，也分別於2015年及2017年獲頒「長期贊助獎」，推廣體育運動備受肯定；2016年王詹樣公益信託主任委員王文淵個人獲港澳台灣慈善基金會頒發第11屆「愛心獎」，表揚王文淵將關懷的觸角深入老人、受刑人、身心障礙者、婦女及兒童等範疇；同年王詹樣公益信託也獲法務部表揚「參與監所教化及保護事業有功人士團體」。

## 辭世與身後
2014年11月27日，王永在於臺灣家中安詳辭世，享耆壽93歲，安葬於新北市泰山區長永紀念福園，終身以兄長王永慶為尊的王永在，即使下葬地點也顧及長幼倫理，特意設於王永慶墓園左後方陪伴，佔地為王永慶墓園的一半。
中華民國政府通過時任總統馬英九頒佈褒揚令給予褒揚，褒揚令原文為：
|  | 臺塑集團創辦人王永在，外朗內潤，敏練慈愷。少歲境遇窘迫，依隨兄長外出謀生，積厚成器，棣華情深；嗣協同創辦台灣塑膠公司，秉持歸根結柢理念，踐履專心致志哲學，律己身以勤勞樸實，主決策則謀定而動，碩劃出奇，夕寐宵興，丕奠集團日後發展宏基。復響應根留台灣，覃思事智，倡議填海造陸鴻舉；推動六輕建廠，垂直整合，提升石化原料自給率；增益政府稅收，利溥桑梓，創造國人就業機會，傾抱寫誠，應權通變；綜制坐揮，高掌遠蹠，引領國內產業升級，爰有「六輕總工程師」稱譽。嗣積極投身各項領域，拓展企業國際版圖；淡化家族經營色彩，落實專業管理執行，沈謨研慮，計置殫精；籌度斡運，令猷脩廣。曾獲頒二等景星勳章殊榮，悉力前瞻經濟建設，潛心弱勢人文關懷，訏策碩望，載路厥聲。綜其生平，懋績成海甸盛名，駿業揚蓬島暉光，遺風前緒，厚生惠民；德器矩範，青史聿昭。遽聞嵩齡捐館，悼惜彌殷，應予明令褒揚，用示政府崇禮賢達之至意。 總 統 馬英九 行政院院長 毛治國 |

## 榮譽

### 中华民国勋章奖章
- 二等景星勋章（2000年4月12日批准[38]，同日于台北总统府颁授[39]）

## 家庭
王永在 有二位妻妾，分別是李碧鑾、周由美。
| 配偶                                       | 子女             | 備注             |
| 元配 李碧鑾 （2019年5月5日辭世，享壽98歲） | 王文淵（1947－） | 台塑集團現任總裁 |
| 元配 李碧鑾 （2019年5月5日辭世，享壽98歲） | 王文潮           |                  |
| 元配 李碧鑾 （2019年5月5日辭世，享壽98歲） | 王雪清           |                  |
| 元配 李碧鑾 （2019年5月5日辭世，享壽98歲） | 王雪敏           |                  |
| 元配 李碧鑾 （2019年5月5日辭世，享壽98歲） | 王雪洮           |                  |
| 二房 周由美                                | 王文堯           |                  |
| 二房 周由美                                | 王雪惠           |                  |
| 二房 周由美                                | 王欣蓉           |                  |

## 投资
- 台灣化學纖維（臺證所：1326）7.37%
- 南亞塑膠工業（臺證所：1303）5.41%
- 台灣塑膠工業（臺證所：1301）4.43%